# La Penne-sur-Huveaune
La Penne-sur-Huveaune è un comune francese di 6 401 abitanti situato nel dipartimento delle Bocche del Rodano della regione della Provenza-Alpi-Costa Azzurra.

## Società

### Evoluzione demografica
Abitanti censiti